# Frullania serrata
Frullania serrata là một loài rêu tản trong họ Jubulaceae. Loài này được Gottsche miêu tả khoa học lần đầu tiên năm 1845.